# کاهش کرون
در مهندسی قدرت، کاهش کرون (انگلیسی: Kron reduction) روشی برای کاهش یا حذف گره مورد نظر بدون نیاز به تکرار مراحل مانند حذف گاوسی است. این نام به افتخار مهندس برق آمریکایی گابریل کرون گرفته شده است.